# Ruškys
Ruškys ist ein litauischer männlicher Familienname.

## Weibliche Formen
- Ruškė (neutral)
- Ruškytė (ledig)
- Ruškienė (verheiratet)

## Namensträger
- Eligijus Ruškys, Diskuswerfer
- Saulius Ruškys, Radsportler
- Justas Ruškys (* 1990), Verwaltungsjurist und Politiker, Vizeminister für Umwelt